# برج سیتیک
برج سیتیک (به انگلیسی: CITIC Tower) آسمان‌خراش ۳۳ طبقه، با کاربری اداری-تجاری است، که در هنگ کنگ مستقر می‌باشد. برج سیتیک ساختمان مرکزی شرکت سیتیک پسیفیک است.